# Lista över Alfred Hitchcocks cameoroller
Den engelska filmregissören Alfred Hitchcock gjorde cameoroller i 39 av sina 52 bevarade långfilmer (hans andra film, The Mountain Eagle, är förlorad). I filmerna medverkar han hastigt, utan repliker och stiger bland annat ombord på en buss, passerar framför en byggnad, står i en lägenhet på andra sidan gården eller syns på ett tidningsfotografi (i filmen Livbåt, som inte gav någon annan möjlighet för medverkan).
Denna lekfulla gest blev en av Hitchcocks signaturer och det blev en sport för hans beundrare att försöka hitta hans cameoroller i var film. Som ett återkommande tema skulle han komma att bära ett musikinstrument - speciellt minnesvärt är det kontrabasfodral som han brottas med att få upp på tåget i början av Främlingar på tåg. I hans tidigare inhopp medverkade han endast som en del i en folkmassa eller passerande förbi i scener med långa kameraåkningar. Hans senare cameoroller var mer framträdande, till exempel när han vänder sig om för att se Jane Wymans förklädnad, när hon passerar honom i Rampfeber eller i skarp silhuett i sin sista film Arvet.
Hans framträdanden i filmerna blev så populära att han började göra dem tidigare i sina filmer för att inte distrahera publiken från handlingen. Något Hitchcock bekräftade i intervjuer med François Truffaut och majoriteten av hans cameoroller förekommer inom filmens första halvtimme.
Hitchcocks längsta cameoroller är i hans brittiska filmer Utpressning och Ung och oskyldig. Han medverkade sedan i alla 30 filmer från Rebecca (hans första amerikanska film) och framåt, innan han flyttade till Hollywood gjorde han bara enstaka inhopp i cameoroller.

## Cameoroller i Hitchcockfilmer
Det här är en lista över Hitchcocks cameoroller i filmer som han regisserade.
| Titel                        | År   | T:M[:S] | Beskrivning |
| ---------------------------- | ---- | ------- | --- |
| The Lodger                   | 1927 | 0:03    | Sittande vid ett skrivbord på nyhetsredaktionen. |
| The Lodger                   | 1927 | 1:34    | I folkmassan, intill polisen som arresterar hyresgästen. |
| Olovlig kärlek               | 1928 | 0:21:15 | Passerar en tennisbana med en käpp i handen. |
| Utpressning                  | 1929 | 0:10:25 | Trakasserad tunnelbaneresenär som försöker läsa en bok, medan en liten pojke stör honom. Denna cameoroll är 19 sekunder lång. |
| Mord                         | 1930 | 0:59:45 | Passerar på gatan utanför huset där mordet begicks, i slutet av sir Johns besök på platsen med Markham och hans hustru Lucy. |
| Nummer 17                    | 1932 | 0:51:25 | På bussen bland andra passagerare, i en mörk kappa och hatt. Han tittar bort, studsar upp och ner; allt som allt cirka fyra sekunder. |
| Mannen som visste för mycket | 1934 | 0:33:25 | Går över en väg i en mörk trenchcoat medan en buss passerar. |
| De 39 stegen                 | 1935 | 0:06:56 | Mannen som kastar skräp i en soptunna utanför teatern medan bussen stannar för Robert Donat och Lucie Mannheim som lämnat teatern. |
| Fåglarna sjunga klockan 1.45 | 1936 | 0:08:56 | Strax efter att ljusen åter tänds framför the Bijou, tittar han upp när han passerar framför en folksamling. |
| Ung och oskyldig             | 1937 | 0:16    | Tidningsfotograf utanför domstolsbyggnaden. |
| En dam försvinner            | 1938 | 1:32:31 | En man i svart rock som röker en cigarrett och går över perrongen när tåget anländer på Victoria Station i London. |
| Utrikeskorrespondenten       | 1940 | 0:12:44 | Man i rock, som läser en tidning samtidigt som han passerar Joel McCrea på gatan, då han lämnar sitt hotell i London. |
| Rebecca                      | 1940 | 2:01:36 | Man som passerar utanför telefonkiosken när George Sanders ringer ett samtal. |
| Lika barn leka bäst          | 1941 | 0:42:57 | Passerar Robert Montgomery på gatan utanför dennes hus. |
| Illdåd planeras?             | 1941 | 0:03:25 | Går med en häst förbi framför kameran vid jaktmötet. |
| Illdåd planeras?             | 1941 | 0:44:58 | Lägger på ett brev i byns postlåda. |
| Sabotör                      | 1942 | 1:04:45 | Den dövstumme mannen utanför "Cut Rate Drugs" då sabotörernas bil stannar. |
| Skuggan av ett tvivel        | 1943 | 0:16:27 | Man på tåget mot Santa Rosa, som spelar kort i en tågkupé (med tretton spader på hand). |
| Livbåt                       | 1944 | 0:25    | Två framträdanden. Under förtexterna flyter en silhuett av Hitchcocks kropp i en dykdräkt in i bild. På "före" och "efter" bilderna i en annons för avmagringsmedlet "Reduco Obesity Slayer" i en tidning i livbåten.                                                                              |
| Trollbunden                  | 1945 | 0:38:50 | Man som stiger ut ur en hiss på Empire State Hotel, bärandes ett fiolfodral, rökandes en cigarett. |
| Notorious!                   | 1946 | 1:04:44 | Två framträdanden. Efter hennes pappas dömts ses Hitchcock gå förbi [Bergmans] hem under fest. Mannen som tömmer ett champagneglas på den stora festen på Claude Rains gods och sen hastigt försvinner.                                                                                            |
| En kvinnas hemlighet         | 1947 | 0:38:00 | Mannen som kliver av tåget med ett cellofodral på järnvägsstationen Cumberland Station. |
| Repet                        | 1948 | 0:55:00 | I bakgrunden som en röd blinkande neonskylt, med hans välbekanta profil. |
| Under Capricorn              | 1949 | 0:02:11 | En man i folksamlingen på torget som lyssnar på den nye guvernörens tal, i blå rock och brun hatt. |
| Under Capricorn              | 1949 | 0:12:17 | En av tre männen på trappan utanför stadshuset. |
| Rampfeber                    | 1950 | 0:39:49 | Man som vänder sig om och betraktar Jane Wyman på gatan i hennes förklädnad som Marlene Dietrichs hembiträde. |
| Främlingar på tåg            | 1951 | 0:10:34 | Man som går ombord på ett tåg bärandes en kontrabas medan Farley Granger kliver av i sin hemstad. |
| Jag bekänner                 | 1953 | 0:01:33 | Man som passerar på toppen av en hög utomhustrappa. |
| Slå nollan till polisen      | 1954 | 0:13:13 | Man (till vänster) vid samma bord som Ray Milland och Anthony Dawson på ett gruppfoto från ett collegejubileum. |
| Fönstret åt gården           | 1954 | 0:26:12 | Man som drar upp ett väggur i schlagerkompositörens våning. |
| Ta fast tjuven!              | 1955 | 0:09:40 | Man bredvid Cary Grant på bussen. |
| Ugglor i mossen              | 1955 | 0:22:14 | Mannen som genom fönstret ses gå över vägen, bakom den gamle miljonärens parkerade limousine, medan denne tittar på målningar. |
| Mannen som visste för mycket | 1956 | 0:25:12 | Mannen till vänster i kostym (med händerna i fickorna) som sällar sig till den grupp turister (däribland McKennas) som nyfiket betraktar akrobatiska artistuppträdanden i Marrakesh. |
| Fel man                      | 1956 | 0:00:18 | Sedd som en silhuett, talande i filmens prolog. I Donald Spotos biografi står det att Hitchcock valde att göra ett tydligare framträdande i den här filmen (snarare än en cameo) för att understryka att Fel man, till skillnad från hans andra filmer, var en sann historia om en verklig person. |
| Studie i brott               | 1958 | 0:11:40 | Mannen i grå kostym som passerar infarten till Elsters rederifirma med ett trumpetfodral i handen. |
| I sista minuten              | 1959 | 0:02:09 | Mannen som missar bussen, precis efter att hans namn har passerat i förtexterna. |
| Psycho                       | 1960 | 0:06:59 | Man som ses genom fönstret, stå utanför kontoret med en Stetson cowboyhatt, medan Janet Leigh kommer in genom dörren. |
| Fåglarna                     | 1963 | 0:02:18 | Mannen som lämnar djuraffären med två av sina egna sealyhamterriers, Geoffrey och Stanley, medan Tippi Hedren går in. |
| Marnie                       | 1964 | 0:05    | Mannen som stiger ut från ett hotellrum (på vänster sida) strax efter det att Tippi Hedren gått förbi i korridoren. Han bryter tydligt den fjärde väggen genom att titta publiken rakt i ögat. |
| En läcka i ridån             | 1966 | 0:08    | Man i Hotel d’Angleterres lobby med baby i knäet. Musiken som spelas är en version av Charles Gounods Funeral March of a Marionette, en sång som numera kopplas till Hitchcock eftersom den fungerade som tema för hans TV-serie Alfred Hitchcock presenterar                                      |
| Topaz                        | 1969 | 0:32:27 | Man som rullas fram i rullstol på flygplatsen. Hitchcock kliver sedan upp, skakar hand med en man och går iväg till höger. |
| Frenzy                       | 1972 | 0:04:07 | Man i mitten av en folksamling, i svart bowlerhatt, som lyssnar på John Boxer och är den enda som inte applåderar. En minut senare, direkt efter att offret spolats iland, står han bredvid en gråhårig man med grått skägg.                                                                       |
| Arvet                        | 1976 | 0:40    | Silhuett bakom glasfönstret i dörren till Registration of Births & Deaths. |

## Övriga cameoroller
- Alfred Hitchcock gjorde regelbundet cameoroller i sina filmer. Men han medverkade endast en gång i ett avsnitt av TV-programmet Alfred Hitchcock presenterar (bortsett från hans introduktioner och summeringar). Denna enda cameoroll var med i ett avsnitt i den tredje säsongen med titeln "Dip in the Pool" (1958). Fem minuter och 15 sekunder in i avsnittet syns Hitchcock på omslaget av en tidning som läses av Mr. Renshaw (Philip Bourneuf).
- En bild av Hitchcock syns i Alain Resnaiss I fjol i Marienbad (1961), som en hommage till Hitchcocks cameoroller.